# Chiajna da Moldávia
Ana da Moldávia, mais conhecida como Chiajna da Moldávia (1525-1588), foi uma princesa consorte da Valáquia, como esposa de Mircea, o Pastor.

## Biografia
Chiajna nasceu na Polónia, em 1525, como filha do Príncipe Pedro Rareş da Moldávia, sendo portanto neta de Estêvão III da Moldávia (por via ilegítima, visto que o seu pai era filho bastardo de Estêvão).
Casou-se, em Junho de 1546 , com o Príncipe Mircea V da Valáquia, conhecido pela sua chacina de boiardos, pois suspeitava que o traíam. Deste casamento nasceram vários filhos, de entre eles, o herdeiro da coroa, Pedro.
Os boiardos, chocados pela chacina de Mircea, tentaram tirá-lo do trono. A primeira tentativa ocorreu na Batalha de Periș, a 24 de Agosto de 1546, mas Mircea conseguiu apanhá-los de surpresa e dizimá-los. A segunda ocorreu em 1548, liderada pelos boiardos Stoica, Vintilă, Radu e Pârvu. A batalha teve lugar perto da aldeia de Miloste, no Condado de Vâlcea, com Mircea saindo uma vez mais vitorioso e os boiardos sobreviventes a escaparem com grande dificuldade. 
Enquanto a Casa de Habsburgo, que ocupou a Transilvânia em 1551, queria um príncipe devoto à sua causa na Valáquia, e, por isso, o novo governador da Transilvânia, o General Imperial João Batista Castaldo, apoiou Radu Elias, que, rodeado pelos boiardos exilados, atravessou a fronteira valaquiana em Novembro de 1552. Mircea, desta vez, estava em desvantagem numérica: Radu possuía 15000 homens, enquanto o seu próprio exército era consitituído por cerca de 8000 ou 9000. Dois dias antes da batalha, receando ser traído, Mircea assassinou 47 boiardos. A batalha decisiva deu-se em  Mănești, a 16 de Novembro de 1552. Radu saiu vitorioso, e Mircea procurou refúgio com a família em Giurgiu.
A 11 de Maio de 1553, Mircea regressa ao trono com o apoio de Alexandre Lăpușneanu (Alexandre IV) Príncipe da Moldávia. O seu segundo período de governo foi curto, pois Alexandre IV, desconfiado da má fé do seu aliado, enviou um boiardo, Nădăbaico, para o retirar novamente do trono. Depois, obteve dos turcos o direito de governação de Pătrașcu o Bom, enquanto a família se retirou, desta vez, para Istambul.
Após a morte de Pătrașcu em Janeiro de 1558, o Sultão Solimão, o Magnífico garantiu uma vez mais a Mircea o seu direito de governar. A sua renomeação provocou o êxodo de grande parte dos boiardos da região. Mircea prometeu a estes nobres que se se lhe prestassem homenagem, ele os perdoaria. Recebeu-os desta maneira na corte de Bucareste, na presença de dignitários otomanos. Porém, após a saída dos dignitários, Mircea assassinou os boiardos que lhe haviam prestado homenagem. Foi a primeira vez em que também representantes da Igreja Ortodoxa pereceram.
Após a morte de Mircea, em 21 de Setembro de 1559, Chiajna é eleita como Regente em nome do filho, durante a sua menoridade (Pedro tinha, na altura da morte do pai, 13 anos). Promoveu algumas alianças com famílias otomanas para garantir a segurança do Principado e chegou até a enviar presentes para o Sultão. Tal como o marido, assassinou vários boiardos de quem suspeitava que a traíam. Em 1574, ela casou uma das filhas com o sultão Murade III. Depois de um ano, no entanto, caiu em desfavor dos turcos, que a exilaram em Alepo, na Síria.  Ela morreu em 1588, e o túmulo está em Gálata.
Chiajna foi uma mulher muito ativa e enérgica, dominando as intrigas e ansiando por poder, mas também foi uma mãe admirável, capaz de qualquer sacrifício pelos seus filhos. Ela iniciou a Fundação de inúmeros edifícios religiosos e fundou, em 1552,  uma das escolas mais antigas da Roménia, em Campulung.

## Casamento e descendência
Em. Junho de 1546, desposou Mircea o Pastor,  Príncipe da Valáquia, de quem teve:
- Pedro (1546-19 de Agosto de 1569), Príncipe da Valáquia;
- Radu, príncipe titular entre Março e Abril de 1591, ;
- Stana (m. 1601), casada com Ivan Norocea din Razvad;
- Anca, casada com o sobrinho do Patriarca Josafá II de Constantinopla ;
- Marina, (n.1549), casada com Stamati Paleólogo ;
- Dobra, casada com Barbu de Pietrocani ;
- Desconhecida (m. 16 de Janeiro de 1595) dada pela mãe ao harém do Sultão Murade III.